# مزرعة الترفيه
مزرعة الترفيه هي نوع من المزارع الموجهة لجلب الزوار أو السياحة فهي من أشكال السياحة الزراعية.